# مهران مدیری
مهران مدیری (زادهٔ ۱۸ فروردین ۱۳۴۶) کارگردان، بازیگر،خواننده، تهیه‌کننده و مجری ایرانی است. مجلهٔ نیوزویک او را بیستمین مرد قدرتمند سال ۲۰۰۹ میلادی در ایران نامید. مدیری ۱۰ بار برندهٔ جایزهٔ حافظ شده‌است و رکورد بیشترین جوایز را در بین برندگان جایزهٔ حافظ دارد. او برای بازی در همیشه پای یک زن در میان است (۱۳۸۶) نامزد دریافت سیمرغ بلورین جشنوارهٔ فیلم فجر شد.

## زندگی
مهران مدیری زادهٔ ۱۸ فروردین ۱۳۴۶ در تهران و آخرین فرزند یک خانوادهٔ ۶ نفری است. او سه برادر بزرگ‌تر به نام‌های محسن، مسعود و مهرداد دارد. مدیری از شانزده سالگی با تئاتر آشنا شد و با نمایش‌های زیادی چون شوخی (۱۳۵۶)، تلگراف (۱۳۵۸)، آرسنال (۱۳۶۷)، پانسیون (۱۳۶۸)، هملت (۱۳۶۹)، سیمرغ (۱۳۷۰)، کیسه بوکس (۱۳۷۱) و… روی صحنه رفت.. در ۱۳۶۸ وارد رادیو شد و به مدت شش سال در داستان شب به گویندگی پرداخت. در ۱۳۷۲ به همراه داریوش کاردان اولین برنامهٔ طنز خود را برای نوروز ساخت. همچنین در این دوران به عنوان بازیگر در نمایش‌های رادیویی قصه‌های شب نیز حضور داشت. آغاز شهرت مدیری از ۱۳۷۲ بود که در مجموعهٔ طنز نوروز ۷۲ بازی کرد. بعد از آن مدیری در چندین مجموعهٔ طنز دیگر که از صدا و سیمای جمهوری اسلامی ایران پخش شد به عنوان بازیگر و کارگردان نقش ایفا کرد.
در یکی از برنامه‌های دورهمی، مهران مدیری گفت که در عملیات والفجر ۸ حضور داشته‌است.

## فعالیت

### آغاز بازی و کارگردانی جُنگ‌های نوروزی (۱۳۸۰–۱۳۷۲)

#### پرواز ۵۷
پرواز ۵۷، مجموعه طنز تلویزیونی بود که در دهه فجر سال ۱۳۷۲ از شبکه یک پخش شد. این نخستین کار کارگردانی مدیری در یک سریال طنز تلویزیونی بود.
پرواز ۵۷ را می‌توان دومین نقطهٔ عطف مجموعه‌های طنز تلویزیونی پس از پیروزی انقلاب دانست. بازیگرانی مانند نصرالله رادش با بازی در این سریال وارد عرصه تلویزیون و طنز ایران شدند.

#### ساعت خوش
پس از ساخت و پخش مجموعه پرواز ۵۷، مهران مدیری ساخت سریالی دیگر را به نام ساعت خوش، با بازیگرانی نه چندان مطرح آغاز کرد که در سال‌های ۱۳۷۳ و ۱۳۷۴ به صورت هفته‌ای یکبار از شبکه دو پخش می‌شد. این مجموعه شامل قطعات طنز کوتاه بود و نکته خاص آن متفاوت بودن آن با نوع طنزی بود که در آن زمان در صدا و سیما رایج بود و بسیار تکراری و یکنواخت شده بود. نوع نگاه مهران مدیری به طنز سبب مشکلاتی با برخی روزنامه‌های محافظه‌کار مانند کیهان شد. به هر رویه این مجموعه آغازگر حرکت جدید و معرفی بازیگران جدیدی در عرصه طنز شد.
تبدیل شدن بازیگران جوان ساعت خوش به ستاره‌های تلویزیون، چندان در آن برهه زمانی خوشایند مدیران تلویزیون نبود. ساعت خوش در اوج، یک مرتبه به پایان رسید. این تصمیم اتفاقی برای خود بازیگران هم عجیب بود.

### مجموعه‌های داستانی و همکاری با برادران قاسم‌خانی (۱۳۸۷–۱۳۸۱)
پس از طنز ۸۰ (۱۳۸۰)، مدیری طنزهای آیتمی را کنار گذاشت و به ساخت مجموعه‌های طنز شبانهٔ داستان‌محور روی آورد. او در این دوره هر سال یک مجموعهٔ تلویزیونی تولید کرد که در زمان پخش بسیار فراگیر شدند. پاورچین (۱۳۸۱)، نقطه‌چین (۱۳۸۲)، جایزه بزرگ (۱۳۸۳)، شب‌های برره (۱۳۸۴)، باغ مظفر (۱۳۸۵)، مرد هزارچهره (۱۳۸۶) و مرد دوهزارچهره (۱۳۸۷) تولیدات مدیری در این سال‌ها بود که در بیشترشان پیمان قاسم‌خانی به عنوان سرپرست نویسندگان با او همکاری می‌کرد.

### رفتن موقت از تلویزیون و ورود به شبکه نمایش خانگی (۱۳۹۲–۱۳۸۸)
پس از پخش سریال مرد دوهزارچهره در سال ۱۳۸۸، تصمیم مهران مدیری بر ساخت و پخش سریال جدیدی به نام قهوه تلخ برای صدا و سیما بود اما به دلایل نامعلوم با موافقت مسئولان صدا و سیما همراه نشد، از دلایل عدم موافقت به مسائل مالی، محتوا و داستان سریال اشاره شده است.
سرانجام در شهریور ۱۳۸۹ این مجموعه در شبکه نمایش خانگی توزیع شد. این سریال به موفق‌ترین سریال شبکه نمایش خانگی تبدیل شد و به عنوان پرفروش‌ترین سریال شبکه نمایش خانگی لقب گرفت. آغاز داستان این سریال در مورد نیما زند کریمی، استاد دانشگاه در رشته تاریخ، شخصی که در زندگی خود با مشکلات مالی مواجه شده است، هست. وی پس از مدتی به این نتیجه می‌رسد که در ایران به تحصیلات مرتبط به تاریخ اهمیتی داده نمی‌شود و تصمیم می‌گیرد به‌طور کلی تاریخ را کنار بگذارد و سعی می‌کند همهٔ کتاب‌هایی که در این زمینه دارد را به کتابخانه اهدا کند. در همین حین با دختری آشنا می‌شود که به تاریخ علاقه‌مند است و به پیشنهاد آن دختر به کاخی می‌رود، در آنجا قهوه‌ای می‌نوشد که او را به گذشته می‌برد.

#### بمب خنده
در نیمه دی ماه ۱۳۸۹ فیلمی از مهران مدیری در حال تقلید برنامه‌های ماهواره‌ای در فضای وب، و همچنین به‌صورت لوح فشرده منتشر شد که به سرعت به یکی از پربازدیدترین لینک‌ها در محیط وب فارسی و شبکه‌های اجتماعی تبدیل شد، اما کسی نمی‌دانست متعلق به کدامیک از آثار مدیری است.

#### ویلای من
در سال ۱۳۹۱ مهران مدیری ساخت مجموعه‌ای جدید را برای پخش در شبکه نمایش خانگی با نام ویلای من شروع کرد. تیم بازیگران و سازندگان این مجموعه اشتراک زیادی با قهوه تلخ داشت. تولید این مجموعه با سرمایه‌گذاری مؤسسه فرهنگی «گلرنگ رسانه» از ۲۰ آبان ماه در منطقه ازگل کلید خورد.
داستان ویلای من دربارهٔ پیرمردی متمول و بیمار است که تا به حال ازدواج نکرده و هیچ فرزندی ندارد. وکیل درستکار او برای انجام روال قانونی انحصار وراثت با انتشار آگهی در روزنامه از کسانی که او را می‌شناسند می‌خواهد خود را معرفی کنند. همانند قهوهٔ تلخ، ویلای من هم از طریق شبکه نمایش خانگی پخش شد و به تعدادی از خریداران نسخهٔ اصلی این مجموعه، به قید قرعه جوایزی، از جمله سه ویلا در شمال ایران، اهدا شد.
این مجموعه در جذب مخاطبان نتوانست به موفقیت قهوه تلخ دست پیدا کند.

#### ممنوع‌التصویر شدن
پس از پخش تیزرهای انیمیشن تهران ۱۵۰۰ در سال ۱۳۹۲ با وجود آن که مهران مدیری در نقش اول بازی کرده بود، معلوم شد که هیچ اشاره‌ای به وی نشده است. تهیه‌کننده این مجموعه در واکنش به این موضوع عنوان کرد، به دستور بازرگانی صدا و سیما، نشان دادن تصویر مهران مدیری و حتی پخش صدای او و اشاره به نامش ممنوع است.

#### شوخی کردم…!
در دی ماه سال ۱۳۹۲ مهران مدیری ساخت مجموعه جدیدش را با نام شوخی کردم…! آغاز کرد. این سریال برخلاف سریال‌های قبلی از داستان آیتمی سرچشمه می‌گرفت و هر قسمت موضوع خاصی داشت و به یکی از معضلات جامعه چنگ می‌زد. این سریال با طیف وسیعی از بازیگران طنز همراه بود (۶۷ بازیگر).
در حالی مهران مدیری در این سریال مجری‌گری کرد که از آخرین تجربه او در این زمینه در مجموعه طنز ۸۰، دوازده سال گذشته بود. مهران مدیری در سال ۱۳۸۷ در برنامه مثلث شیشه‌ای زمانی که مجری برنامه، رضا رشیدپور، از وی پرسید که دوست دارد چه کاری بسازد که تا حالا نساخته در پاسخ گفت: «دوست دارم در آینده کاری بسازم که هم طنز باشد و هم معضلات جامعه را بیان کند». به نظر می‌رسد شوخی کردم همان کاری باشد که مدیری در سال ۸۷ حرفش را زده است.

### بازگشت به تلویزیون و آغاز کارگردانی سینما (۱۳۹۳–اکنون)
در آخرین لحظات سال ۹۲ در شبکه ۳ سیما در برنامه ۳ ستاره که مهران مدیری نامزد دریافت بهترین بازیگر نقش اول مرد در سریال‌های شب‌های برره و مرد هزار چهره شده بود در این برنامه حاضر شد و بعد از ۶ سال دوری از تلویزیون دوباره به جعبه جادویی برگشت و دو جایزه دریافت کرد. مهران مدیری در این برنامه گفت در اوایل سال ۹۳ به تلویزیون برمی‌گردد به سه دلیل:
1. من فرزند تلویزیون هستم و عمدهٔ زندگیم و همچنین مهم‌ترین آثارم رو در تلویزیون انجام دادم و هیچ‌وقت نمیشه از تلویزیون رفت و برنگشت.
2. شبکه نمایش خانگی قابل مقایسه با تلویزیون نیست برای اینکه من یک مخاطب ۷۰ میلیونی رو عوض کردم با یک مخاطب ۳ میلیونی که این منو آزار داده تو این سال‌ها.
3. برای این که احساس می‌کنم مردم به شدت نیاز دارن به حال خوب، خنده، و به لحظات شاد و این تنها کاریه که از دست من بر میاد و فکر می‌کنم وقتشه برگردم و این وظیفه رو انجام بدم.[۲۵][۲۶]

#### در حاشیه
مجموعه تلویزیونی در حاشیه با نام سابق «اتاق عمل» ساخت آن به کارگردانی و بازیگری، طراحی صحنه و لباس مهران مدیری از مهر ۱۳۹۳ آغاز شد.
این مجموعه از ابتدا با حاشیه‌هایی (مخالفت گسترده از سوی نهادهای حامی پزشکان) در ساخت همراه بود و مدتی هم ضبط و تصویربرداری آن متوقف شد که به‌دنبال این حاشیه‌ها، پخش آن با تغییراتی در متن فیلم‌نامه از شش فروردین ۹۴ آغاز شد.
این مجموعه تلویزیونی چهارمین سریال مهران مدیری در دههٔ ۱۳۹۰ و اولین سریال او پس از بازگشت به تلویزیون است.

#### عطسه
سال ۱۳۹۴ مهران مدیری خبر از سریالی با نام عطسه داد. گفته می‌شد سریال «عطسه» شامل آیتم‌های مختلف طنز است که دارای موضوعات اجتماعی است و دارای ۱۰ قسمت است، که در بازهٔ زمانیِ مشخص (۲ هفته یکبار) از هفتهٔ اول تیرماه ۹۴، وارد شبکه نمایش خانگی شد.

#### دورهمی
مجموعه دورهمی در نوروز ۱۳۹۵ شروع به کار کرد. این مجموعه به سرعت توانست مخاطبان را به خود جذب کند تا جایی که بسیاری از کارشناسان پیش‌بینی کردند به زودی جای خندوانه رامبد جوان را خواهد گرفت.
۱۸ آذر ۱۳۹۵ مهران مدیری در برنامه دورهمی با استفاده از اصطلاحات «جوگیر» و «مظلوم» دربارهٔ مردانی که حق طلاق را به همسر خود می‌دهند باعث ایجاد واکنش‌ها و انتقادات متعددی در خبرگزاری‌ها و شبکه‌های اجتماعی شد.
مجید سمیعی نیز از مهمان‌های پیشین این برنامه بود که واکنش‌های متفاوتی را در شبکه‌های اجتماعی و خبرگزاری‌ها به همراه داشت.
فصل‌های دوم و سوم برنامه دورهمی در اکثر نظرسنجی‌های انجام شده در صداوسیما از برنامه‌های پرمخاطبی چون نود و خندوانه بالاتر قرارگرفت و در دوره‌های پیاپی مهران مدیری به عنوان برترین مجری، بالاتر از عادل فردوسی‌پور و رامبد جوان و برنامه دورهمی به عنوان برترین برنامه در جلب رضایت مخاطب، بالاتر از نود و خندوانه قرار گرفت.

### کنسرت
مهران مدیری در سال ۱۳۷۹ آلبوم «از روی سادگی» را با موسیقی بابک بیات و فردین خلعتبری منتشر کرد و پس از آن موفق به برگزاری چند اجرای زنده هم شد. تیتراژ فیلم سینمایی «هم‌نفس» و سریال‌های «شب‌های برره»، «باغ مظفر»، «قهوه تلخ» و «زعفرانی» از جمله فعالیت‌های مدیری طی سال‌های اخیر در عرصه خوانندگی بوده است. او یک قطعه را هم در آلبوم گروه «دارکوب» اجرا کرد که سال ۱۳۸۹ منتشر شد.
مهران مدیری بعد از سال‌ها در روز چهارشنبه ۳۱ مرداد و ۱ شهریور ۱۳۹۷ در برج میلاد کنسرتی به اسپانسری اپلیکیشن موسیقی آوادیو از اول مارکت برگزار کرد.
مهران مدیری که پس از سال‌ها برای یک اجرای زنده روی صحنه مرکز همایش‌های برج میلاد آمده بود، همان ابتدا اعلام کرد به خاطر شرایط سخت اقتصادی تصمیم گرفته است درآمد هر دو شب کنسرت خود را به یک خیریه اهدا کند تا صرف خریدن شیر خشک برای کودکان شود. این حرف‌های کمدین و خواننده محبوب با تشویق شدید تماشاگران حاضر در برج میلاد همراه شد.
مهران مدیری که چند روز پیش در مراسم اهدای جوایز جشن حافظ با سیمایی متفاوت روی صحنه آمده بود، در برج میلاد دیگر نشانی از چهره‌آرایی ویژه پروژه سینمایی «رحمان ۱۴۰۰» به کارگردانی منوچهر هادی نداشت. او در نخستین کنسرت خود در شامگاه چهارشنبه ۳۱ مردادماه قطعات «امشب شب مهتابه»، «بیا بریم کوه»، «ناوک مژگان» و «بارون» را خواند و در فاصله هر دو اجرا چند کلمه با حاضران در سالن حرف زد.
مدیری در این کنسرت قطعه خاطره‌انگیز «سوغاتی» را اجرا و اعلام کرد برای خواندن آن از اردلان سرفراز، ترانه‌سرای نامدار اجازه گرفته است. این بخش کنسرت با استقبال بسیار زیاد و همخوانی تماشاگران همراه بود.

#### هیولا
سریال شبکه نمایش خانگی هیولا جدیدترین سریال مهران مدیری به عنوان کارگردان است. هیولا ۱۹ قسمت داشت که در آن به مشکلات اجتماعی پرداخته شده بود. طراح و سرپرست فیلم‌نامه این مجموعه پیمان قاسم خانی است. پخش این سریال از تاریخ ۹ اردیبهشت ۹۸ به صورت هفتگی (دوشنبه‌ها) از طریق مراکز عرضه فیلم ایران انجام می‌شد. در سال ۱۳۹۹ اعلام شد که فصل دوم هیولا نیز درحال تولید است. فیلم‌برداری فصل دوم تحت نام دراکولا از بهمن ۱۳۹۹ آغاز شد. دراکولا از ۳ فروردین ۱۴۰۰ شروع به پخش کرد.

## حواشی

### اخطار صدا و سیما
رضا پورحسین (قائم مقام معاون سیما) در پاسخ به این سؤال که انتقادهایی نسبت به برنامه دورهمی به ویژه در خصوص رفتار مجری این برنامه انعکاس داشته است گفت: «قبول دارم که در برنامه بعضاً سوالاتی مطرح شده که با فرهنگ ایرانی - اسلامی همخوانی ندارد! و نیز با رفتار تنبیه‌آمیز مجری شأن میهمانان برنامه نادیده گرفته شده است؛ موارد منعکس شده را بررسی و به عوامل برنامه تذکر جدی دادیم تا نسبت به موارد اخلاقی و رعایت سبک زندگی ایرانی اسلامی دقت بیشتری شود».

### خداحافظی با سریال‌سازی
او در تیرماه ۱۳۹۵ دربرنامه هفت گفت: «حوصله ندارم. خیلی وقت است که حالم خوب نیست. یک نوع دگردیسی نیاز است برای ترک تلویزیون و سینمای خانگی به سمت سینما می‌روم و سالانه یک یا دو سینمایی خواهم ساخت. برای اینکه از این شکل کار خسته و اشباع شده‌ام. اصلاً دیگر دوست ندارم و ارضایم نمی‌کند.»

### نشست خبری فیلم ساعت ۵ عصر

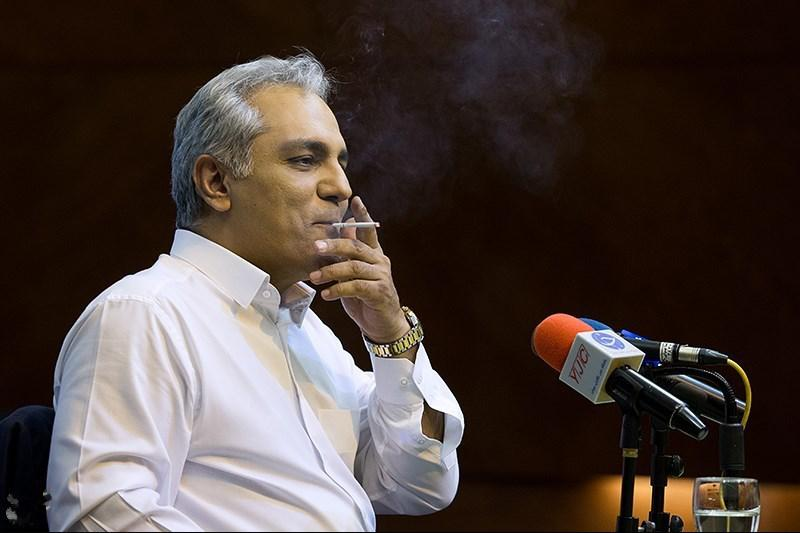
سیگار کشیدن مهران مدیری در نشست خبری فیلم ساعت ۵ عصر

در ۴ شهریور ۱۳۹۵ نشست خبری فیلم ساعت ۵ عصر در هتل هما برگزار شد و مهران مدیری در این نشست به سوالات خبرنگاران پیرامون این فیلم پاسخ داد. طی این نشست خبری، وی اقدام به سیگار کشیدن کرد که این کار وی واکنش‌های گسترده‌ای را در پی داشت. دبیرکل جمعیت مبارزه با استعمال دخانیات ایران در واکنش به این اتفاق گفت:
هر گونه رفتار از طرف افراد سرشناس و قابل اعتماد جامعه که سلامت عمومی جامعه را به گونه‌ای به خطر بیندازد، نباید نادیده گرفته شود.

### خیزش ۱۴۰۱
مهران مدیری در ابتدا با انتشار یک کلیپ حمایت خود را از خیزش ۱۴۰۱ اعلام کرد و به طرفداری از معترضان پرداخت ولی بعد از مدتی کوتاه از اظهارات خود عقب‌نشینی کرد و در کلیپی دیگر عذرخواهی تلویزیونی کرد.
پس از این اتفاق، سازمان صداوسیمای جمهوری اسلامی ایران از مهران مدیری شکایت کرد. همچنین این اتفاق با واکنش شدید کیهان و پردیس احمدیه مواجه شد، پردیس احمدیه در تاریخ ۳۰ مهر ۱۴۰۱ بعد از عذرخواهی تلویزیونی مهران مدیری در جریان خیزش ۱۴۰۱ در صفحه اینستاگرام خود مواضع تندی علیه مدیری گرفت. پردیس احمدیه مدتی بعد در صفحه خود از مهران مدیری پوزش طلبید.

## آثار و جوایز

### جوایز و افتخارات

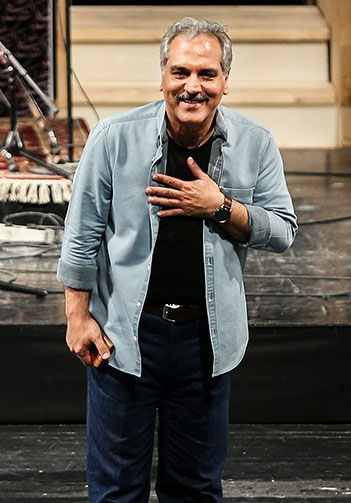
مهران مدیری در شانزدهمین جشن حافظ

| سال            | جشنواره/جایزه                        | دسته                                | اثر نامزدشده                | نتیجه |
| -------------- | ------------------------------------ | ----------------------------------- | --------------------------- | --- |
| ۱۳۵۳           | طوطی طلایی                           | بهترین بازیگر تئاتر                 | خرگوش                       | برنده |
| ۱۳۷۵           |                                      | بهترین کارگردانی                    | ساعت خوش                    | نامزدشده |
| ۱۳۷۷           | جشن برترین‌های شبکه ۳                 | بهترین بازیگر و کارگردان            | مجموعه ۷۷                   | برنده |
| ۱۳۷۸           | جشن برترین‌های شبکه ۳                 | بهترین بازیگر و کارگردان            | ببخشید شما                  | برنده |
| ۱۳۸۳           | هفتمین دوره جشن حافظ                 | بهترین کارگردانی تلویزیونی          | پاورچین                     | نامزدشده |
| ۱۳۸۳           | هفتمین دوره جشن حافظ                 | بهترین بازیگر کمدی تلویزیونی        | پاورچین                     | برنده |
| ۱۳۸۴           | جشن برترین‌های شبکه ۳                 | بهترین کارگردان طنز                 |                             | برنده |
| ۱۳۸۴           | هشتمین دوره جشن حافظ                 | بهترین بازیگر کمدی تلویزیونی        | نقطه‌چین                     | نامزدشده |
| ۱۳۸۵           | نهمین دوره جشن حافظ                  | بهترین کارگردانی تلویزیونی          | شب‌های برره                  | نامزدشده |
| ۱۳۸۵           | نهمین دوره جشن حافظ                  | بهترین بازیگر مرد کمدی تلویزیونی    | شب‌های برره                  | برنده |
| ۱۳۸۶           | دهمین دوره جشن حافظ                  | بهترین خواننده تیتراژ فیلم یا سریال | باغ مظفر                    | برنده |
| ۱۳۸۶           | بیست و ششمین دوره جشنواره فیلم فجر   | بهترین بازیگر نقش مکمل مرد          | همیشه پای یک زن در میان است | نامزدشده |
| ۱۳۸۸           | یازدهمین دوره جشن حافظ               | بهترین بازیگر مرد کمدی تلویزیونی    | مرد هزارچهره                | نامزدشده |
| ۲۱ تیرماه ۱۳۹۰ | دکتری افتخاری                        | دانشگاه امریکن لیبرتی لس‌آنجلس       |                             | برنده (به دلیل ضبط قهوه تلخ در مراسم حاضر نشد. رونالد برینر مدرک را دریافت کرد و حمید سلطانی آن را به ایران رساند.) |
| ۱۳۹۰           | دوازدهمین دوره جشن حافظ              | بهترین کارگردانی تلویزیونی          | قهوه تلخ                    | نامزدشده |
| ۱۳۹۰           | دوازدهمین دوره جشن حافظ              | بهترین بازیگر مرد کمدی تلویزیونی    | مرد دوهزارچهره و قهوه تلخ   | برنده |
| ۱۳۹۳           | چهاردهمین دوره جشن حافظ              | بهترین بازیگر مرد سینما             | پل چوبی                     | نامزدشده |
| ۱۳۹۵           | شانزدهمین دوره جشن حافظ              | بهترین بازیگر مرد کمدی تلویزیونی    | در حاشیه                    | نامزدشده |
| ۱۳۹۵           | شانزدهمین دوره جشن حافظ              | بهترین چهره تلویزیونی               | دورهمی                      | برنده |
| ۱۳۹۵           | سومین جوایز تلویزیونی سه ستاره       | بهترین مجری تلویزیونی               | دورهمی                      | برنده |
| ۱۳۹۶           | هفدهمین دوره جشن حافظ                | بهترین چهره تلویزیونی               | دورهمی                      | برنده |
| ۱۳۹۷           | جشنوارهٔ سین سیما                     | بهترین مجری تلویزیون                | دورهمی                      | برنده |
| ۱۳۹۷           | هجدهمین دوره جشن حافظ                | بهترین فیلم                         | ساعت ۵ عصر                  | نامزدشده |
| ۱۳۹۷           | هجدهمین دوره جشن حافظ                | بهترین کارگردان سینمایی             | ساعت ۵ عصر                  | نامزدشده |
| ۱۳۹۷           | هجدهمین دوره جشن حافظ                | بهترین فیلمنامه سینمایی             | ساعت ۵ عصر                  | نامزدشده |
| ۱۳۹۷           | هجدهمین دوره جشن حافظ                | بهترین چهره تلویزیونی               | دورهمی                      | برنده |
| ۱۳۹۷           | پنجمین دوره جشنواره تلویزیونی جام جم | بهترین مجری مؤلف و برنامه جریان‌ساز  | دورهمی                      | برنده |
| ۱۳۹۸           | نوزدهمین دوره جشن حافظ               | بهترین بازیگر مرد سینما             | رحمان ۱۴۰۰                  | نامزدشده |
| ۱۳۹۹           | بیستمین دوره جشن حافظ                | بهترین مجموعه تلویزیونی             | هیولا                       | برنده |
| ۱۳۹۹           | بیستمین دوره جشن حافظ                | بهترین کارگردانی تلویزیونی          | هیولا                       | برنده |
| ۱۳۹۹           | بیستمین دوره جشن حافظ                | بهترین بازیگر مرد کمدی تلویزیونی    | هیولا                       | نامزدشده |
| ۱۳۹۹           | بیستمین دوره جشن حافظ                | بهترین چهره تلویزیونی               | دورهمی                      | نامزدشده |
| ۱۴۰۰           | بیست‌ویکمین دوره جشن حافظ             | بهترین چهره تلویزیونی               | دورهمی                      | نامزدشده |
| ۱۴۰۳           | بیست‌وسومین دوره جشن حافظ             | بهترین بازیگر مرد سینما             | خائن‌کشی                     | نامزدشده |
| ۱۴۰۳           | بیست‌وسومین دوره جشن حافظ             | بهترین چهره تلویزیونی               | گل یا پوچ                   | برنده |